# Takla Makan
Puščava Takla Makan, poznana tudi pod imenom Taklimakan in Teklimakan, je puščava na severozahodu Kitajske. Na jugu se dotika gorovja Kunlun, na severu in zahodu pa gorovja Pamir in Tjanšan.
V puščavi Takla Makan je zelo malo vode in nevarno jo je prečkati. Trgovci, ki so jo prečkali po Svilni cesti, so se pogosto ustavljali ob cvetočih mestih ob oazah. Najpomembnejša mesta ob oazah, ki jih je napajal dež z gora, so bila Kašgar, Marin, Niya, Yarkand, Khotan, Kuqa, Turpan, Loulan in Dunhuang. Ruševine od nekaterih izmed njih so še vedno vidne v dokaj poseljenih krajih v avtonomni pokrajini Šindžang-Ujgur (Xīnjiāng Wéiwú'ěrzú Zìzhìqū, 新疆维吾尔自治区). Ljudje, ki tam živijo danes, so večinoma turško ljudstvo Ujgurov.